# Día de la Amistad Argentino-Brasileña

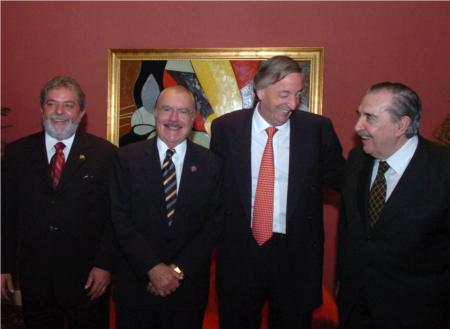
El 30 de noviembre de 2005, Luiz Inácio Lula da Silva, José Sarney, Néstor Kirchner y Raúl Alfonsín celebraron en Puerto Iguazú los veinte años de la Declaración de Iguazú.

El Día de la Amistad Argentino-Brasileña (en portugués: Dia da Amizade Argentino-Brasileira) es una conmemoración binacional celebrada en Argentina y Brasil como consecuencia de la firma del Acta de Copacabana, el 16 de marzo de 2004. Fue instaurada por la República Argentina a través del decreto N° 688/2004 y por la República Federativa del Brasil a través de un decreto del Poder Ejecutivo Nacional.
Es celebrado el 30 de noviembre de cada año, como conmemoración del encuentro mantenido ese día en 1985 entre los entonces presidentes Raúl Alfonsín y José Sarney en la ciudad brasileña de Foz de Iguazú. En dicha reunión se firmó la Declaración de Iguazú, que dio origen al proceso de integración regional que llevaría años más tarde a la creación del Mercosur. 
Esta fecha conmemorativa fue celebrada por primera vez el 30 de noviembre de 2004. Su celebración fue acordada por los Presidentes de la Argentina, Néstor Kirchner y de Brasil Luiz Inácio Lula da Silva, en el Acta de Copacabana, que ambos firmaron el 16 de marzo de 2004 en Río de Janeiro.

## Educación
Conforme al Acta de Copacabana, los institutos educativos argentinos y brasileños deben dedicar esta jornada a actividades orientadas a difundir recíprocamente la cultura y la historia del país asociado.

## Arte y cultura
En el Acta de Copacabana determinaron instruir a las autoridades competentes para otorgar el Premio Binacional de las Artes y la Cultura, dirigido a reconocer la obra y la trayectoria de artistas e intelectuales de ambos países, según lo previsto en el punto 25 de la Declaración Conjunta de los Señores Presidentes de la República Argentina y de la República Federativa del Brasil, del 16 de octubre de 2003. Dicho premio es entregado el día 30 de noviembre de cada año.